# Sceptonia cryptocauda
Sceptonia cryptocauda är en tvåvingeart som beskrevs av Chandler 1991. Sceptonia cryptocauda ingår i släktet Sceptonia, och familjen svampmyggor. Arten är reproducerande i Sverige.